# Varuträsk
Varuträsk is een plaats in de gemeente Skellefteå in het landschap Västerbotten en de provincie Västerbottens län in Zweden. De plaats heeft 60 inwoners (2005) en een oppervlakte van 15 hectare. De plaats ligt aan het meer Varuträsket.

## Verkeer en vervoer
Bij de plaats loopt de Riksväg 95.